# جمعة عبد الله
جمعة عبد الله (مواليد 11 مارس 1982) لاعب كرة قدم إماراتي يجيد اللعب في الدفاع .
لعب سابقاً مع أندية العين والوصل و الجزيرة والظفرة و العروبة .

## روابط خارجية
- جمعة عبد الله على موقع Soccerway.com (الإنجليزية)